# Mistrovství Evropy v boxu 1987
XXVII. mistrovství Evropy v boxu proběhlo ve Turíně, Itálie ve dnech 28. května až 7. června 1987. Organizátorem turnaje mistrovství Evropy byla European Amateur Boxing Association (EABA).

## Československá stopa
Příprava na mistrovství Evropy byla rozdělena do několika fází. Hvězda československého boxu Michal Franek se vesměs připravoval induviduálně na tréninkových kempech na Kubě a v NDR. Svoji formu potvrdil vítězstvím na prestižní velké ceně Bulharska a na Intercupu v Německu. Pro březnovou velkou cenu v Ústí nad Labem ho šéftrenér František Gašparík pošetřil.
V nominaci dlouho figuroval na pozici reprezentační jedničky v lehké střední váze do 71 kg dubnický Ivan Vasovčák. Při závěrečném testu v Komárně ho však výrazně přeboxoval Štefan Cirok. Cirok v minulém roce opustil středisko vrcholového sportu v Ústí nad Labem přestupem do Komárna. O jeho fyzické připravenosti měli trenéři reprezentace pochybnosti. Výkonem proti Vasovčákovi potvrdil výbornou připravenost a nominaci na mitrovství Evropy. V supertěžké váze nad 91 kg se uvažovalo o nominaci ústeckého Ladislava Husárika. Byl však v určité nevýhodě, protože v Československu se liga v této váze neboxovala a v mezinárodním ringu o své nominaci reprezentační trenéry nepřesvědčil.
Vedoucí výpravy: Milan Černý, šéftrenér reprezentace: František Gašparík, trenéři reprezentace: Elenko Savov a Svatopluk Žáček
Na mistrovství Evropy startovali za Československo 4 boxeři:
- −54 kg: Vladimír Várhegyi (* 1967) ze SVS FMV (TJ Rudá hvězda Ústí nad Labem)
- −71 kg: Štefan Cirok (* 1965) z TJ Spartak Komárno
- −75 kg: Michal Franek (* 1967) z ASVS Dukla Olomouc
- −91 kg: Rudolf Gavenčiak (* 1965) ze SVS FMV (TJ Rudá hvězda Ústí nad Labem)

## Výsledky
| Muži     | Zlato                     | Stříbro                   | Bronz                     | Bronz                    |
| -------- | ------------------------- | ------------------------- | ------------------------- | ------------------------ |
| –48 kg   | Nišan Munčjan (URS)       | Krasimir Čolakov (BUL)    | Adrian Amzer (ROU)        | Dragan Živadinović (YUG) |
| –51 kg   | Andreas Tews (GDR)        | János Váradi (HUN)        | Andrea Mannai (ITA)       | Johnny Bredahl (DEN)     |
| –54 kg   | Aleksandar Christov (BUL) | Jurij Alexandrov (URS)    | Jimmy Mayanja (SWE)       | René Breitbarth (GDR)    |
| –57 kg   | Mechak Gazarjan (URS)     | László Szőke (HUN)        | Jarmo Eskelinen (FIN)     | Regilio Tuur (NED)       |
| –60 kg   | Orzubek Nazarov (URS)     | Emil Čuprenski (BUL)      | Daniel Maeran (ROU)       | Michele Caldarella (ITA) |
| –63,5 kg | Borislav Abadžiev (BUL)   | Vjačeslav Janovskij (URS) | Reimo van der Hoeck (NED) | Søren Søndergaard (DEN)  |
| –67 kg   | Vasilij Šišov (URS)       | Siegfried Mehnert (GDR)   | Derge Petronijević (YUG)  | Angel Stojanov (BUL)     |
| –71 kg   | Enrico Richter (GDR)      | Viktor Jegorov (URS)      | Neville Brown (ENG)       | Marian Gavrilă (ROU)     |
| –75 kg   | Henry Maske (GDR)         | Henryk Petrich (POL)      | Ruslan Taramov (URS)      | Esa Hukkanen (FIN)       |
| –81 kg   | Jurij Vaulin (URS)        | Rene Ryl (GDR)            | Ahmet Çanbakış (TUR)      | Andrea Magi (ITA)        |
| –91 kg   | Arnold Vanderlyde (NED)   | Ramzan Sebijev (URS)      | Svilen Rusinov (BUL)      | Luigi Gaudiano (ITA)     |
| +91 kg   | Ulli Kaden (GDR)          | Oleksandr Jahubkin (URS)  | Petar Stojmenov (BUL)     | Biagio Chianese (ITA)    |

## Medailová bilance
V boxu se rozdělilo celkem 12 sad medailí.
| Pořadí | Stát                                   |       | Muži    | Muži  | Muži | Celkem |
| Pořadí | Stát                                   | Zlato | Stříbro | Bronz |      | Celkem |
| ------ | -------------------------------------- | ----- | ------- | ----- | ---- | ------ |
| 1.     | Sovětský svaz (URS)                    |       | 5       | 5     | 1    | 11     |
| 2.     | Východní Německo (GDR)                 |       | 4       | 2     | 1    | 7      |
| 3.     | Bulharská lidová republika (BUL)       |       | 2       | 2     | 3    | 7      |
| 4.     | Nizozemsko (NED)                       |       | 1       | 0     | 2    | 3      |
| 5.     | Maďarská lidová republika (HUN)        |       | 0       | 2     | 0    | 2      |
| 6.     | Polsko (POL)                           |       | 0       | 1     | 0    | 1      |
| 7.     | Itálie (ITA)                           |       | 0       | 0     | 5    | 5      |
| 8.     | Rumunská socialistická republika (ROU) |       | 0       | 0     | 3    | 3      |
| 9.     | Finsko (FIN)                           |       | 0       | 0     | 2    | 2      |
| 9.     | Jugoslávie (YUG)                       |       | 0       | 0     | 2    | 2      |
| 9.     | Dánsko (DEN)                           |       | 0       | 0     | 2    | 2      |
| 12.    | Švédsko (SWE)                          |       | 0       | 0     | 1    | 1      |
| 12.    | Anglie (ENG)                           |       | 0       | 0     | 1    | 1      |
| 12.    | Turecko (TUR)                          |       | 0       | 0     | 1    | 1      |
| Celkem | Celkem                                 |       | 12      | 12    | 24   | 48     |